# Wolfsdonk

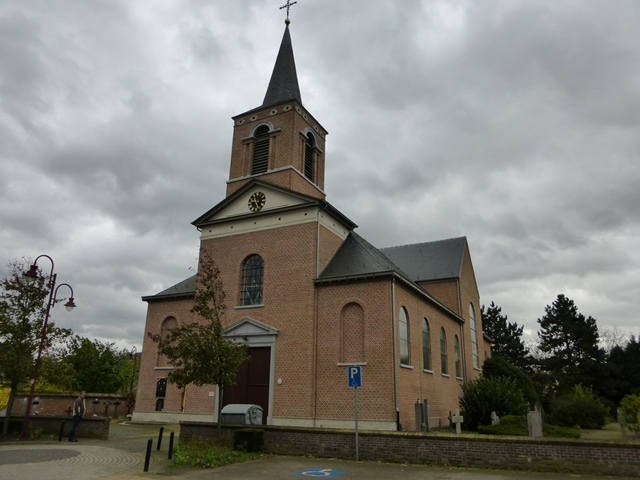
Sint-Antonius Abtkerk in de dorpskern van Wolfsdonk

Wolfsdonk is een dorp in Aarschot in de Belgische provincie Vlaams-Brabant. Voor de gemeentelijke fusies in 1977 maakte het, net als het nabijgelegen Gijmel, deel uit van de gemeente Langdorp. Het dorp heeft een eigen parochie en een kleine dorpskerk, de neoclassicistische Sint-Antonius Abtkerk.

## Toponymie
De naam Wolfsdonk is een samenvoegsel van 'Wolf' en 'Donk'. 

## Geografie
Wolfsdonk, en bij uitbreiding heel Langdorp, ligt in het noordoosten van de stad Aarschot. Langdorp en Gijmel liggen bij het station Langdorp aan de spoorlijn Leuven-Hasselt. Wolfsdonk ligt in de uiterste noordoostelijke tip van de gemeente Aarschot, in gesloten door de gemeente Herselt in het noorden en de gemeente Scherpenheuvel-Zichem in het oosten. Wolfsdonk ligt recht tussen Herselt-dorp en Zichem, en eveneens het dichterbij gelegen centrum van Testelt met station Testelt. Vijf kilometer ten oosten van Wolfsdonk ligt de abdij van Averbode.

## Parochiale geschiedenis
Tot 1435 zijn er geen geschreven bronnen over Wolfsdonk gekend. De inwoners van het toenmalige gehucht Wolfsdonk moesten tot dan steeds te voet naar de parochiekerk van Langdorp om de kerkdiensten te kunnen bijwonen. De kerk van Langdorp werd in de 13e eeuw gebouwd. Het thans verdwenen kerkje van Weerde, gelegen in het Demerbroek tussen Langdorp en het kasteel van Schoonhoven te Aarschot, was reeds opgetrokken rond 1100 en zou volgens sommige bronnen de oudste kerk van Brabant zijn. Beide parochies waren sinds 1260 afhankelijk van de Sint-Gertrudisabdij te Leuven. Wolfsdonk maakte dus kerkelijk deel uit van Langdorp en zou dat blijven tot het in 1842 een zelfstandige parochie werd.
Omdat voor zwakken, zieken en ouderen de voetweg van Wolfsdonk naar Langdorp vaak niet haalbaar was, vroegen de Wolfsdonkenaren in 1435 aan heer Hendrik van Diest om in Wolfsdonk een kapel te mogen bouwen op de plaats waar volgens de overlevering al een houten beeldje van Sint-Antonius Abt aan een boom hing. Aangezien Wolfsdonk onder Langdorp viel, moest ook toestemming gevraagd worden aan de abdij van Sint-Geertrui. De oudste vermelding over het dorp vinden we dan ook terug in een document van deze Leuvense abdij uit 1435. Met de woorden “in loco praetacto videlicet Wolfsdonck Capellam seu Oratorium” stond de abdij toe “ter voorsegde plaetse, te Wolfsdonck, een capelle oft oratorie” te bouwen. In 1437 stemde ook de bisschop van Luik, Johan van Heinsberg, in met het plan.
In 1457 werd de kapel reeds aanzienlijk uitgebreid. Simon Die Bonte uit Langdorp had in datzelfde jaar bij testament een "half dagwand gelegen in het Steenbroek" geschonken "tot onderhoud, herstel, vergroting en verlichting van de kapel". Ook later zouden kerk en kapel mogen genieten van milde schenkingen, zeker toen Wolfsdonk zich ontwikkelde tot een echte bedevaartplaats voor Sint-Antonius Abt. Op het feest van deze patroonheilige werden de offergaven van de bedevaarders (varkensvlees, boter, kaas en eieren) toen al per opbod verkocht. De oudste afbeelding van de Sint-Antoniuskapel is te vinden in het album De Croy uit 1597. Het eenbeukig gotisch gebouwtje liep toen evenwijdig met de straat en het bezat een kleine klokkentoren. Het altaar was naar het oosten gericht.
Ook al werden er in de 16e eeuw naast de vrijdagse mis voor Sint-Antonius ook op woensdag en donderdag missen gecelebreerd in de kapel, toch moesten de Wolfsdonkenaren zich voor zondagsmissen, catecheselessen, dopen en begrafenissen nog steeds naar Langdorp begeven. Nadat verschillende verzoeken aan de pastoor van Langdorp om deze diensten ook in Wolfsdonk te voorzien, geen gehoor kregen, richtten de Wolfsdonkse kapelmeesters in 1662 hun vraag aan de norbertijnenabdij van Averbode. Ze verzekerden de pater in kwestie een redelijk loon te betalen, maar vroegen hem wel om de jeugd te onderwijzen "in t’ gheene datse nootelyck moeten weten tot hunner zielen salicheyt" en raadden hem aan zijn eigen miswijn mee te brengen "om geen verschaalde wijn in de sacristie te moeten aantreffen". De witheren van Averbode bleven nauw verbonden met Wolfsdonk.

## De molen van Wolfsdonk
In 1846 werd door Janssens Cornelius Franciscus de staakmolen gebouwd in de Haakstraat (nr. 60). In 1933 werd de molen gesloopt.

## Natuur en landschap
Wolfsdonk ligt in de Zuiderkempen op een hoogte van ongeveer 18 meter. Naar het oosten toe ligt het natuurgebied Averbode Bos en Heide.

## Nabijgelegen kernen
Averbode, Herselt, Blauberg, Testelt, Langdorp, Ter Hoeve.